# Новосёловка (Козельщинский район)
Новосёловка (укр. Новоселівка) — село,
Бреусовский сельский совет,
Козельщинский район,
Полтавская область,
Украина.
Код КОАТУУ — 5322080404. Население по переписи 2001 года составляло 99 человек.

## Географическое положение
Село Новосёловка находится на расстоянии в 0,5 км от села Чечужино и в 1,5 км от села Бреусовка.